# مزرعه ملودی
مزرعه ملودی (انگلیسی: Melody Ranch) یک فیلم ۸۴ دقیقه‌ای در سبک وسترن به کارگردانی جوزف استنلی،  فرانک هاگنی، سول سی سیگل و اف. هیو هربرت است که در سال ۱۹۴۰ منتشر شد. از بازیگران آن می‌توان به جین اتری، جیمی دورنتی و ان میلر اشاره کرد.